# Acropora clathrata
Espèce
Statut de conservation UICN

 LC  : Préoccupation mineure
Statut CITES
Acropora clathrata est une espèce de coraux appartenant à la famille des Acroporidae.

## Description et caractéristiques
Ce corail constitue des colonies de forme tabulaire, généralement attachées par le côté, rayonnant donc horizontalement avec ses branches anastomosées (fusionnées) et comme brossées dans le même sens, qui peuvent former une plaque uniforme. Il n'y a d'habitude aucun développement de branches verticales, mais l'ensemble peut être plus ou moins régulier. Le corallite radial est immergé à tubulaire, avec des ouvertures en forme de narine. Ce corail peut être de couleur brune, grise ou verte, avec souvent la marge plus pâle.

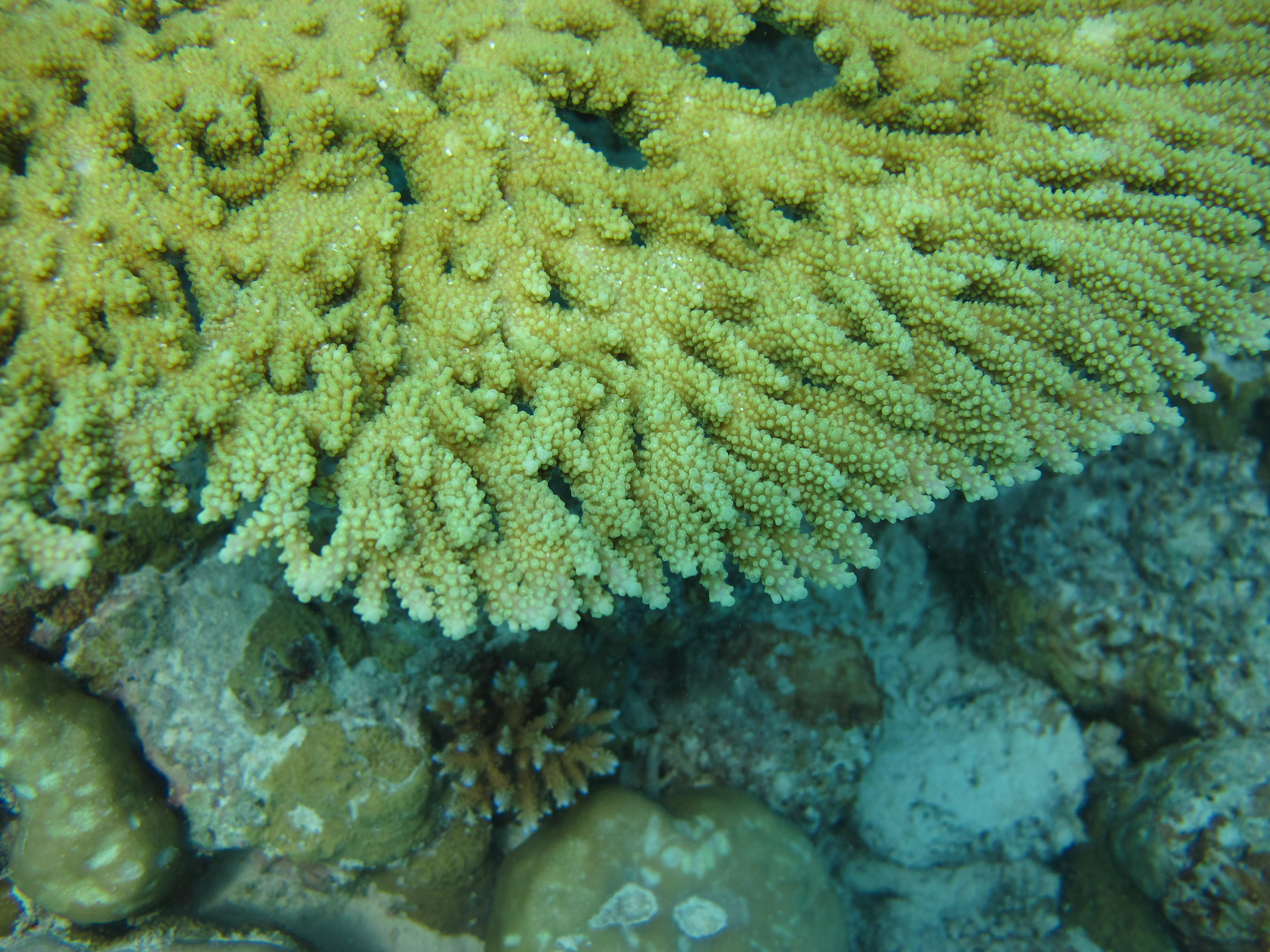
Gros plan sur les branches et les corallites.
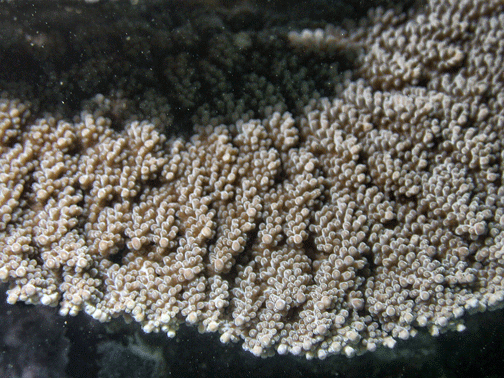
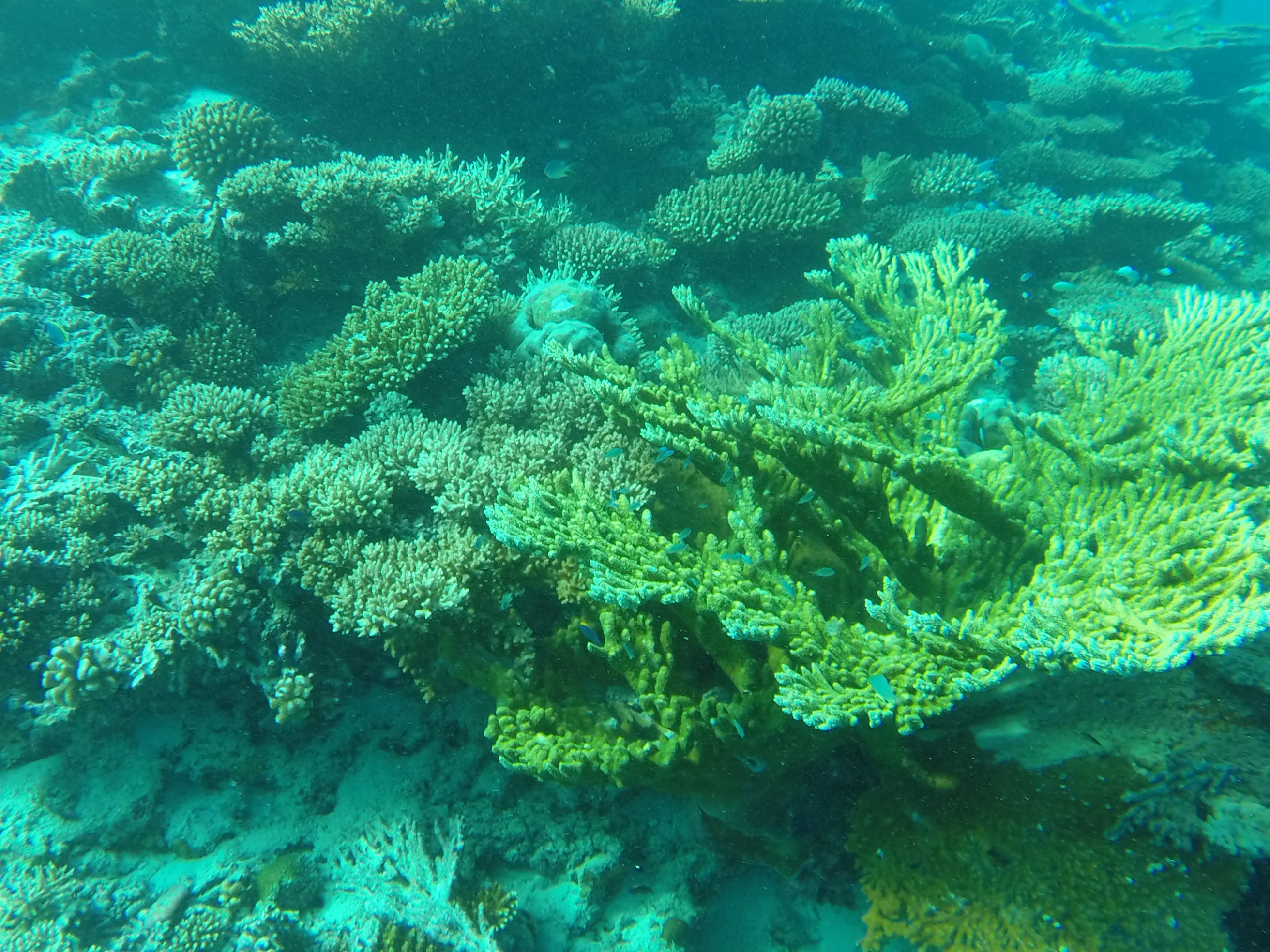

Cette espèce ne doit pas être confondue avec les ressemblantes Acropora cytherea, Acropora hyacinthus, Acropora downingi, Acropora plumosa, ou encore Acropora tutuilensis.

## Habitat et répartition
C'est une espèce assez commune à faible profondeur dans tout l'Indo-Pacifique tropical.